# Богатенко Кирило Юрійович
Кирило Юрійович Богатенко (нар. 15 квітня 1988) — український та молдовський футболіст, півзахисник.

## Життєпис
Вихованець одеських клубів «Чорноморець» та «Локомотив». Дорослу футбольну кар'єру розпочав 2005 року в футзальній команді «Локомотив» (Одеса), за яку провів 5 матчів. Наступного року захищав кольори аматорського клубу «Портовик» (Іллічівськ). Напередодні старту сезону 2006/07 років виїхав до сусідньої Молдови, де підписав контракт з нижчоліговою «Академією» (Кишинів). Наступного року зіграв 7 матчів та відзначився 3-а голами в Першій лізі чемпіонату Молдови.
У березні 2008 року відправився на перегляд до першолігового брянського «Динамо». Дебютував у футболці «динамівців» 27 березня 2008 року в програному (1:5) виїзному поєдинку 1-о туру Першого дивізіону проти ростовського СКА. Кирило вийшов на поле на 46-й хвилині, замінивши Євген Іванова. У складі бранського колективу зіграв 6 матчів у Першості ФНЛ, в кожному з яких виходив на поле з лави для запасних. Про подальшу кар'єру Кирила нічого невідомо.